# Shāhpur (ort i Indien, Madhya Pradesh, Sāgar)
Shāhpur är en ort i Indien.   Den ligger i distriktet Sāgar och delstaten Madhya Pradesh, i den centrala delen av landet, 600 km söder om huvudstaden New Delhi. Shāhpur ligger 418 meter över havet och antalet invånare är 13 066.
Terrängen runt Shāhpur är platt. Runt Shāhpur är det ganska tätbefolkat, med 149 invånare per kvadratkilometer. Närmaste större samhälle är Banda, 19,1 km nordväst om Shāhpur. Trakten runt Shāhpur består till största delen av jordbruksmark.